# Bizon širokočelý
Bizon širokočelý (Bison latifrons) je vyhynulý druh bizona. Druh popsal Richard Harlan v roce 1825. Jedná se o prvního fosilního bizona popsaného v Severní Americe, jeho druhové jméno odkazuje v češtině i latině na široké čelo. Vědeckými synonymy jsou Bison (Gigantobison) latifrons, Bison angularis, Bison regius, Bison rotundus, Bos arizonica, Bos latifrons a Superbison latifrons.

## Výskyt a evoluce
Bizon širokočelý obýval Spojené státy americké a Kanadu, vyskytoval se primárně v Kalifornii, Texasu, Floridě a na Velkých planinách. Žil v době svrchního pleistocénu (před 300 000 až 15 000 lety). Vyvinul se z eurasijských předků, kteří Severní Ameriku osídlili přes Beringovu úžinu právě před nějakými 300 000 lety. Co se týče přirozeného prostředí, byl pravděpodobně přizpůsobivý, mohl obývat různé biotopy a konzumovat řadu druhů rostlin.
Poslední zástupci tohoto druhu byli zaznamenáni před asi 15 000 lety (na konci poslední doby ledové), zřejmě dříve, než do Severní Ameriky pronikli první lidé. Fosilní doklady toho, že by je lovili lidé, nejsou známy. Bizon širokočelý pravděpodobně nevyhynul, ale odlišným klimatickým podmínkám té doby se přizpůsobil. Vyvinul se z něj menší druh bizona, Bison antiquus, žijící před 20 000 až 10 000 lety, který stál později při zrodu současného bizona amerického.

## Popis a chování
Jednalo se o velké zvíře se špičatými končetinami, největšího bizona, co kdy po Severní Americe chodil; byl o čtvrtinu větší než současný bizon americký. Samci, kteří byli větší než samice (vyvinul se pohlavní dimorfismus) mohli měřit na výšku 2,5 metru a vážit 1800 kg, délka tohoto tvora činila asi 475 cm. Rohy, stavbou podobně jako u jiných turovitých, dosahovaly rozpětí okolo dvou metrů. Samcům pravděpodobně sloužily k vzájemným soubojům, u velkých jedinců možná stačilo pouhé imponování soupeři. Rohy byly rovněž obrannou zbraní proti predátorům; současníky bizonů byli mimo jiné machairodonti (šavlozubí tygři), lev americký (Panthera leo atrox) a další šelmy. Vzhledem k malému množství nalezených fosilií je nepravděpodobně, že druh utvářel velká stáda. Jeho způsob života byl možná podobný losovi, žil spíše v malých skupinách. Mělo to i své důvody; malé množství rostlinstva by neuživilo mnoho tak velkých zvířat.